# Barubria
Barubria är ett släkte av lavar. Barubria ingår i familjen Ectolechiaceae, ordningen Lecanorales, klassen Lecanoromycetes, divisionen sporsäcksvampar och riket svampar.
|          | Lopadium                              |
|          |                                       |
|          | Sporopodium                           |
|          |                                       |
|          | Loflammiopsis                         |
|          |                                       |
|          | Calopadiopsis                         |
|          |                                       |
|          | Tapellariopsis                        |
|          |                                       |
|          | Pseudocalopadia                       |
|          |                                       |
|          | Loflammia                             |
|          |                                       |
|          | Sporopodiopsis                        |
|          |                                       |
|          | Tapellaria                            |
|          |                                       |
|          | Lasioloma                             |
|          |                                       |
|          | Pyrenotrichum                         |
|          |                                       |
|          | Calopadia                             |
|          |                                       |
|          | Logilvia                              |
|          |                                       |
| Barubria | \| \| Barubria fuscorubra \| \| \| \| |
|          | \| \| Barubria fuscorubra \| \| \| \| |
|          | Badimia                               |
|          |                                       |
|          | Barubria fuscorubra                   |
|          |                                       |

|  | Barubria fuscorubra |
|  |                     |